# Coffmania animispina
Coffmania animispina är en tvåvingeart som beskrevs av Hazra och Chaudhuri 2000. Coffmania animispina ingår i släktet Coffmania och familjen fjädermyggor. Inga underarter finns listade i Catalogue of Life.